# Xabier Gereño
Xavier López de Gereño Arrarte més conegut com a Xabier Gereño (Bilbao, Biscaia, 1924 - idem, 8 d'abril del 2011) és un escriptor en èuscar.
Economista de professió, és un autor molt prolífic i famós en euskara. En les seves primeres obres va ampliar la temàtica dels llibres escrits en basc tocant els temes de l'opressió social, els conflictes laborals i lalluita contra la tirania i l'abús de poder. Des del primer moment va ser un clar defensor de la llengua basca unificada (batua).

## Obra

### Narrativa
- Zortzi nobela labur (1982, Egilea editore)
- Zein da errudun? Eta Nobi bat behar dugu (1969, Euskerazaleak)
- Txisteak, teatroa eta narrazioak (1984, Egilea editore)
- Mafiak hil zuen (1989, Egilea editore)
- 10 nobela labur (1981, Egilea editore)
- 12 nobela labur (1979, Egilea editore)
- 9 nobela labur (1980, Egilea editore)

### Novel·la
- Carta fatal (1994)
- Zuriz jantzitako emakumea (1991, Egilea editore)
- Zu ez zara Marcel (1988, Egilea editore)
- Xantaia kontesari (1978, Egilea editore)
- Xai Xai-tik hurbil (1990, Egilea editore)
- Simon Goldmayer-en bahiketa (1986, Egilea editore)
- Setiatuak (1985, Egilea editore)
- Sabotaia (1985, Egilea editore)
- Osaba Gabrielen asesinatzea (1978, Egilea editore)
- Odolezko ezteiak (1990, Egilea editore)
- Nora naramazue (1972, Lur)
- Mitxino katua pozoiez hila (1979, Egilea editore)
- Milia eta bere tenientea (1984, Egilea editore)
- M-7 ajentea (1989, Egilea editore)
- Kuwait-en harrapatuak (1991, Egilea editore)
- Konspiratzaileak (1986, GAK)
- Kikili, Kokolo eta Riuoltosa (1989, Egilea editore)
- Kikili eta Kokoto espioitzan (1990, Egilea editore)
- Kikili eta Kokoto Chile-n (1988, Egilea editore)
- Jurgi kapitaina Hong Kong-en (1982, Egilea editore)
- Jurgi kapitaina Britainian (1978, Egilea editore)
- Jostailu garestia (1991, Egilea editore)
- Jomeini-ren paradisuan (1988, Egilea editore)
- Iruineako asasinatzea (1977, Luis Haranburu)
- Iheslariak (1985, Egilea editore)
- Hiltzaile baten bila (1975, Luis Haranburu)
- Gudari bat (1977, Luis Haranburu)
- Gadafi hiltzeko agindua (1987, Egilea editore)
- Faro madarikatua (1981, Egilea editore)
- Euskal espioiak nazien aurka (1988, Egilea editore)
- Afrika beltzean (1988, Egilea editore)
- Alferrik hilak (1990, Egilea editore)
- Amazonia-ko misterioa (1990, Egilea editore)
- Ametsetan galduta (1985, Egilea editore)
- Andereño (1975, Egilea editore)
- Andre Catalina eta Arabia-ko Emir-a (1984, Egilea editore)
- Antonello Euskal Herrian (1983, Egilea editore)
- Arantza artean (1969, Itxaropena)
- Argi bat iluntasunean (1970, Lur)
- Drogen munduan (1991, Egilea editore)
- Espioitza (1977, Luis Haranburu)

### Teatre
- Zeledonio sastrea, hori bai desastrea (1986, Egilea editore)
- 7 teatro lan (1979, Egilea editore)
- 8 teatro lan (1982, Egilea editore)
- Alaba bila (2003, Xabier Gereño)
- Arazoak kirofanoan (2003, Xabier Gereño)
- Bi izaera (2003, Xabier Gereño)
- Neska ala mutila (2003, Xabier Gereño)
- Lau abokatu etxean (2003, Xabier Gereño)
- Taxisten artean (2003, Xabier Gereño)
- Teatroa 31 (2003, Xabier Gereño)
- Zerbitzari berezia (2003, Xabier Gereño)
- Zuzendariaren zain (2002, Xabier Gereño)
- Teatroa ostatuan (2002, Xabier Gereño)
- Pateran etorria (2002, Xabier Gereño)
- Maskaradun gizona (2002, Xabier Gereño)
- Maiordomo arabiarra (2002, Xabier Gereño)
- Kikili eta Kokolo tabernariak (2002, Xabier Gereño)
- 'Ikasgelako azkena (2002, Xabier Gereño)
- Etorkizuna antolatzen (2002, Xabier Gereño)